# Epicureisme
L'epicureisme és una doctrina creada per Epicur, la qual existí entre els segles iii aC i III dC. Generalment l'epicureisme és considerat com una escola hel·lènica.
Se solen anomenar epicuris especialment, tant els seguidors d'Epicur, com els continuadors de l'escola fins que aquesta s'extingí. Ara, també es poden anomenar epicuris, fins a un cert punt, alguns escriptors de la posteritat i fins i tot de l'era moderna (l'exemple més remarcable potser n'és Karl Marx). Hom podria considerar com a predecessor de l'epicureisme Nausífanes, el mestre d'Epicur.
L'epicureisme, originàriament (tot i que Epicur fou sempre molt refractari a revelar les fonts en què basà la seva doctrina, fins al punt d'anomenar-se ell mateix "autodidacta"), es fonamenta en moltes de les filosofies anteriors (exceptada potser la platònica, que combat aferrissadament). Així, l'epicureisme recull sobretot l'atomisme de Demòcrit i la teoria del plaer d'Aristip, si bé responent a les crítiques de Plató i Aristòtil a ambdós sistemes. També mostra ecos de la doctrina escèptica, d'Anaxàgores, dels filòsofs cínics i de l'estoïcisme. En general, Epicur feu un aplec d'idees sistemàtic i coherent, més que no pas original.
L'epicureisme a part d'Epicur és poc original; tots els membres de l'escola epicúria, tant en vida d'Epicur com fins a la desaparició del "Jardí" (pseudònim que rebia l'escola epicúria), no sols expressen inequívocament molta admiració per la vida i doctrina del fundador de l'escola, sinó que segueixen prou o molt fidelment el seu pensament.
Els deixebles més importants del vell savi del plaer són Diògenes d'Enoanda (un epicuri ric que, sorprenentment, deixà inscrites, en una paret d'un mercat de la ciutat d'Enoanda, unes inscripcions de gran dimensió amb doctrines epicúries), Filodem (un erudit respectable que deixà una biblioteca amb alguns textos epicuris, avui en dia parcialment conservada), Diògenes Laerci i Lucreci. Això sense comptar altres centenars de deixebles comuns i corrents, segurament, car la doctrina d'Epicur fou coneguda per tot Grècia i Itàlia, i fins arribà a Àsia i Egipte, restant sempre sota l'ombra de l'aleshores predominant estoïcisme.
Lucreci, l'epicuri romà més important, qui visqué durant el segle i aC, escrigué una obra, "De la natura" ("De rerum natura"), en set llibres, que representa sens dubte el text més important de l'epicureisme fora d'Epicur. Els temes bàsics tractats per Lucreci són la constitució atòmica de l'univers, una teoria sobre la sensació empírica, la passió amorosa, una lloança de la persona i l'obra d'Epicur, els fenòmens de l'astronomia epicúria, i d'altres. Tanmateix, en contra de la creença popular, Lucreci no copia textualment Epicur, sinó que se'n desmarca en alguns aspectes, per exemple en la doctrina de la felicitat, car Lucreci elabora una teoria pessimista i dramàtica de la vida ("la passió amorosa, més poderosa que la voluntat, sempre roba a l'home la seva felicitat"), frontalment en contra de la serenitat inalterable de l'ànima que predicà Epicur (qui, per exemple, recomana: "no tinguis relacions sexuals durant la digestió, per tal de no perjudicar-la").
Diògenes Laerci fou un biògraf, que visqué en el darrer segle de l'epicureisme (segle iii). Un bon nombre de comentadors el consideren com epicuri (algun, però, el descriu com a neoplatònic, doctrina aleshores recent). Laerci, en la seva obra "Vida i opinions dels filòsofs il·lustres", dedica el llibre 10 i últim a textos epicuris. A aquest escriptor devem, sobretot la conservació de la Lletra a Meneceu i les Màximes Capitals (ambdós resums fets per Laerci sobre textos epicuris, avui perduts).
Al segle iv (segons el testimoni de Sant Agustí) les escoles epicúries van desaparèixer totalment i els escrits d'Epicur romanen dispersos pel món antic, o bé en alguns fragments d'obres d'escriptors com Sèneca, Plutarc, etcètera...
Tanmateix, gràcies a autors de l'humanisme (com Cosimo Raimondi) i renaixentistes (com Pierre Gassendi) l'epicureisme es dona a conèixer per tot Europa. Baruch Spinoza i John Locke, per exemple, reconeixen la importància (tant del punt de vista històric com per una certa influència en els mateixos escrits) d'Epicur i Lucreci. Fins i tot hi ha ressonàncies (o tan sols mencions) de l'epicureisme en autors ja més contemporanis com Nietzsche, Friedrich Hegel, Karl Marx i Auguste Comte.